# 劳琳·范里森
劳琳·范里森（荷蘭語：Laurine van Riessen，1987年8月10日—）生于莱顿，是一名荷兰女子自行车运动员，主攻场地自行车项目。她原本是一名速度滑冰选手，五六岁时受家人影响开始练习滑冰，2006年完成在速度滑冰世界杯分站赛的首次亮相。在速度滑冰生涯期间，她参加了2010年温哥华冬奥和2014年索契冬奥，其中在2010年温哥华冬奥获得女子1000米项目的铜牌。2014年10月，她宣布将开始练习场地自行车，主攻竞速类项目。2016年，她入选奥运阵容，参加第31届夏季奥运，奥运结束后，她宣布放弃速度滑冰，专攻场地自行车。